# Pontiac Grand Am
El Pontiac Grand Am es un auto de tamaño medio y más tarde, un auto compacto que fue producido por Pontiac. El Grand Am se produjo 3 años y se ejecutó en los años 70: desde 1973 hasta 1975 y nuevamente desde 1978 hasta 1980. La producción de la Grand Am fue cancelada en 1980, cuando fue sustituido por el Pontiac 6000. El Grand Am se reintrodujo en 1985 cuando sustituyó al Phoenix. Era el mejor de Pontiac por ser el coche más vendido y más tarde fue reemplazado por el Pontiac G6, llamado así porque estaba destinado a ser la 6 ª generación del Grand Am. Grandes cantidades fueron construidas entre 1973 y 1985 en Pontiac, Míchigan, en la planta de montaje principal de Pontiac y en Atlanta, Georgia en GMAD Lakewood. Todas las grandes cantidades entre 1985 y 2005 se construyeron en Lansing, Míchigan en el montaje de automóviles de Lansing. En México el último modelo que se comercializó fue en el 2004.

## Primera generación
El original de Grand Am se introdujo en el otoño de 1972 como modelo 1973. Se basaba una plataforma de GM, junto con otros coches como el Pontiac LeMans, Pontiac GTO, Chevrolet Chevelle, Buick Century, y el Supremo Oldsmobile Cutlass.

## Segunda generación
El Grand Am regresó en 1978, basado en la plataforma del Pontiac Grand Prix que había sido reducido a partir de la generación anterior. El Grand Am se ofrece en dos y cuatro puertas con una barra vertical en la parrilla y otros adornos, para diferenciarlo del Le Mans en el que se basa. Al igual que los modelos 1973 a 1975, esta generación de Grand Ams también contaron con neumáticos radiales estándar además de una mejorada suspensión radial en sintonía con barras delantera y trasera. Los interiores fueron similares a los del Le Mans contó con un banco de asiento de serie de tres volúmenes, el banco opcional de 60/40 o asientos Strato cubo con consola y reclinables en el lado del pasajero, y la posibilidad de elegir tapicería de tela o vinilo Morrokide.

## Tercera generación
Para el año 1985, Pontiac vuelve a utilizar el Grand Am para un nuevo automóvil compacto para sustituir al veterano e impopular Phoenix. El Grand Am compartía la misma rueda delantera de la plataforma de unidad como el Buick Somerset (nombre Skylark en 1987) y el Oldsmobile Calais. Inicialmente, el Grand Am estaba disponible en la base o más lujosa LE trim en las cortas distancias solamente. El 2.5L Tech IV era el estándar, mientras que un motor 3,0 litros V6 de Buick era opcional. En 1986, un sedán deportivo y nivel SE se ha añadido. El SE tenía el motor estándar V6, con revestimiento inferior del cuerpo, faros compuestos, un interior revisado ligeramente con un paño diferentes utilizados en todos los asientos y revestimientos de las puertas de panel, instrumentación completa, y venía de serie con llantas de aluminio de 14 plgs.

## Cuarta generación
1993 trajo un mayor refinamiento de los Quad 4. Esto resultó en una pérdida de 5 caballos de fuerza (3,7 kW) a todos los motores. En 1994, el V6 y la transmisión de 3 velocidades del sistema de propulsión fueron reemplazados por las nuevas eficacias de GM 3.1L 3100 V6 de serie del motor y de 4 velocidades con transmisión automática. Una bolsa de aire del lado del conductor también se convirtió en estándar para el 94, pero persistió el cinturón de seguridad montado en la puerta. En 1995, el cuádruple cuatro motores recibieron árboles de equilibrado, y una potencia de accionamiento directo de dirección frente a la del árbol de levas de admisión. La transmisión automática de cuatro velocidades que se acopla a los 3,1 en el 94 llegó a ser opcional como un step-up de las tres velocidades de 95 en el nuevo motor de 4 Quad.

## Quinta generación
Para el año 1980, el Grand Am se ha rediseñado de nuevo, entrando en su quinta generación. Estaba disponible a mediados de 1998. Ahora era fabricado en la misma plataforma con el Oldsmobile Alero (también nuevo en 1999) y Chevrolet Malibu (introducido en 1997). Pero siguen siendo diferentes en muchos aspectos. La duración se redujo ligeramente, pero la distancia entre ejes creció en más de tres pulgadas (76 mm). La suspensión ahora era totalmente independiente. El Grand Am se produjo en cinco ajustes diferentes: SE, SE1, SE2, GT y GT1. El Motor de base de la SE y SE1 sigue siendo un motor de 2,4 litros doble árbol de levas acoplado a una transmisión automática de 4 velocidades solamente. El SE2, GT y GT1 lucía un nuevo 3.4L 3400 V6. GT y GT1 también incluyeron cuatro ruedas, con frenos de disco, y todas las enmiendas hasta el año 2003 incluyendo bolsa ABS estándar y control de tracción (optativa en el SE de 2003). Los Modelos 2000 llegaron con una transmisión estándar de 5 velocidades manual. Servicios ASC creativos fueron el diseñó del Grand Am SC / T para el circuito de SEMA show, que fue el concepto de diseño para la cubierta del aire de espolón.